# Ilkka Koski
Ilkka Koski (Jyväskylä, 10 giugno 1928 – Helsinki, 28 febbraio 1993) è stato un pugile finlandese.

## Palmarès

### Olimpiadi
- Bronzo a Helsinki 1952 nei pesi massimi.